# Diskurs (Zeitschrift)
diskurs ist eine deutsche wissenschaftliche Fachzeitschrift. Sie wurde 2005 gegründet und versteht sich als Forum für interdisziplinäre Debatten im Bereich der Gesellschafts- und Geisteswissenschaften. Die Zeitschrift erscheint einmal pro Jahr und widmet sich zumeist einem bestimmten Themenschwerpunkt. Zudem erscheinen themenbezogene Sonderausgaben. Seit dem Jahr 2012 ist diskurs als Open-Access-Zeitschrift über die Webseite frei verfügbar.
Alle eingereichten Artikel durchlaufen ein sorgfältiges Verfahren redaktioneller und externer Begutachtung (blind peer review). Alle veröffentlichten Aufsätze sind online und open access verfügbar. Beiträge erscheinen unter der Creative Commons BY-ND 4.0 Lizenz. Veröffentlichungen werden über den Publikationsserver der Universität Duisburg-Essen (DuEPublico) indexiert und mit einer DOI versehen. Sie sind so über alle gängigen Datenbanken auffindbar.

## Themenschwerpunkte der letzten Ausgaben
- 2022 – Vermittlung in der internationalen Politik (Sonderheft)
- 2022 – Privilegien – Was leistet der umstrittene Begriff
- 2020 – Gefühle des Widerstandes
- 2019 – Gewalt
- 2018 – Politik und Wahrheit
- 2018 – Die Zeit des Politischen und die Politik der Zeit
- 2017 – Praxis der Kritik
- 2014/2015 – Das Politische neu entdecken[1]
- 2013 – Wissenschaft am Scheideweg[2]
- 2.2012 – Was kann Theorie?[3]
- 1.2012 – Offenes Themenheft[4]
- 2.2011 – Exil[5]
- 1.2011 – Politische Ikonen[6]